# 鎮西学院高等学校
鎮西学院高等学校（ちんぜいがくいんこうとうがっこう、Chinzei Gakuin High School）は、長崎県諫早市西栄田町にある、学校法人鎮西学院が運営する生徒約1,000名規模の私立高等学校（キリスト教系）。
1881年（明治14年）、メソジスト派キリスト教の宣教師C・S・ロング博士によって創立された。同じメソジスト派の学校として青山学院（東京）、関西学院（兵庫）などがある。吹奏楽部は長崎県吹奏楽コンクール16年連続金賞、九州大会においても長崎県代表として15回出場し、金賞を多数受賞している。

## 設置学科
全日制課程
- 普通科
  - 国公立大学進学コース
  - 一般進学コース
  - 公務員コース
  - グローバルイングリッシュコース
- 商業科

## 沿革

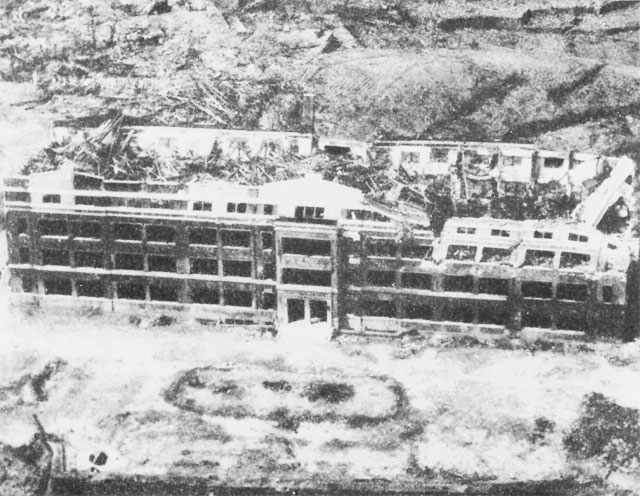
被爆直後の鎮西学院中学校竹の久保校舎

- 1880年（明治13年） - カブリー (N. E. Cobleigh)、「日本の青年の教育のために」と2ドルの献金を宣教師ロングに託す。これが多くの人々の感動を呼び、続々と献金が寄せられる。
- 1881年（明治14年）10月 - ロング、献金を基に宣教師ジョン・デヴィソンと協力し、長崎市東山手町にカブリー英和学校（加伯利英和学校、「カブリュー学校」とも）を設立。日本で14番目に創立されたキリスト教系学校で、現在の活水女子大学。創立当初の在籍生徒数は12名で、その中にはトーマス・グラバーの子、倉場富三郎がいた。
- 1889年（明治22年） - カブリー英和学校を鎮西学館と改称。
- 1899年（明治32年） - 私立学校令により中学部・高等部の設立認可を受ける。
- 1906年（明治39年）
  - 4月 - 笹森卯一郎が日本人初の館長に就任。
  - 5月 - 鎮西学館を鎮西学院と改称。新校舎煉瓦造2階建て。
  - 11月23日 - 新校舎落成式および創立25周年記念式典を挙行。
- 1908年（明治41年） - 文部大臣の指定を受ける。
- 1910年（明治43年） - 失火により本館が全焼。再建工事中に笹森院長が事故に遭い重傷を負う[1]。
- 1911年（明治44年）4月 - 校舎を改築。
- 1925年（大正14年） - 鎮西学院の組織を財団法人に変更。大蔵省より長崎市竹の久保要塞砲練兵場を校地として払い下げを受ける。
- 1930年（昭和5年）1月11日 - 長崎市竹の久保町に移転（現：活水中学校・高等学校）。
- 1933年（昭和8年） - 東山学院の閉校に伴い、東山学院生徒を吸収。
- 1939年（昭和14年） - 商業科を開設。
- 1945年（昭和20年） - 竹の久保校舎が原爆により被災。長崎市立磨屋小学校・長崎銀屋町教会において臨時開校。
- 1946年（昭和21年） - 諫早市永昌町旧海軍病院跡を仮校舎として移転。
- 1948年（昭和23年） - 学制改革に伴い、鎮西学院中学校・高等学校と改称。
- 1952年（昭和27年） - 諫早市栄田町（現在地）に移転。
- 1961年（昭和36年） - 講堂新築完成。
- 1966年（昭和41年） - 鎮西学院中学校を閉校。現校名の鎮西学院高等学校となる。
- 1974年（昭和49年） - 諫早女学院を合併。
- 1975年（昭和50年） - 高等学校普通科に特別進学クラスを設置。
- 1988年（昭和63年） - 新校舎完成。
- 1989年（平成元年） - 笹森記念体育館完成。
- 1991年（平成3年） - ロング寮完成。
- 2018年（平成27年) - 普通科に英語教育に特化したグローバル•イングリッシュ•コース設置。

## 学校行事
3学期制。
1学期
- 4月 - 入学式
- 5月 - 母の日
- 8月 - 平和祈念礼拝

2学期
- 9月 - 文化祭
- 9月 - 体育祭
- 11月 - クリスマス・ツリー点灯式（アドベント）
- 12月 - クリスマス礼拝・祝会

3学期
- 2月 - 予餞会
- 3月 - 修学旅行、卒業式

## 部活動

### 運動部
- 卓球部
- 陸上部
- 野球部（男子）
- サッカー部
- バレーボール部
- 空手道部
- 体操部
- バスケットボール部
- 剣道部
- 硬式テニス部（男子）
- ソフトテニス部（女子）
- バドミントン同好会
- 水泳同好会
- ダンス同好会

### 文化部
- 吹奏楽部
- コーラス部
- 美術部
- 写真部
- インターアクト部
- 書道部
- ESS (English Speaking Society)
- 演劇部
- HI-Y部
- 情報メディア部
- 箏曲同好会
- 家庭クラブ
- 理科部
- 文芸新聞部

## 施設・設備
- スポーツ施設 - 体育館（第1・第2）、卓球場、陸上グラウンド、野球専用グラウンド、テニスコート（4面、オムニ・ナイター設備）
- 教育施設 - 情報処理室（第1・第2）、メディア室、化学・生物教室、物理教室、音楽教室（ピアノ練習室3部屋完備）、美術・書道教室、調理実習室、特別教室
- 相談室 - 進学相談室、就職相談室、カウンセラー室
- 合宿施設 - 合宿所、セミナー・ハウス（主に学習合宿用）
- 寮 - ロング寮
- その他 - 講堂、図書室、食堂、購買部（パン・おにぎり・学用品）、自動販売機コーナー、保健室、ESS室、職員室など

※おもなスポーツ施設以外は冷暖房完備

## 国際交流
- 海外修学旅行の実施（オーストラリア、又は台湾の選択制）
- 姉妹校アップルビ・カレッジとの交換留学
- ロータリー留学生の積極的受け入れ・派遣
- グローバルイングリッシュコース留学(中国上海・アメリカテネシー)

## 著名な出身者
- 倉場富三郎 - 実業家・水産学者
- 宮崎滔天 - アジア主義者。カブリ英和学校時代に一時在籍。
- 松本卓夫 - 広島女学院院長
- 神代峻道 - 東京大学教授
- 中山福蔵 - 衆議院議員
- 西岡竹次郎 - 長崎県知事
- 松永東 - 文部大臣
- 鵜崎多一 - 福岡県知事
- 岡西明貞 - 衆議院議員
- 佐野勝也 - 九州大学教授
- 溝上喜久雄 - 東京歯科大学病院長
- 大泉黒石 - 作家、作品に『老子』『人間廃業』など
- 鮫島麟太郎 - 作家、作品に『からゆきさん』など
- 川上宗薫 - 作家
- 宇土虎雄 - 柔道家（1935年全日本選士権優勝）
- 吉岡信之 - トヨタ自販社長
- 高嶋菊次郎 - 王子製紙社長
- 服部武雄 - 大阪東運送社長
- 高本捨三郎 - 明治学院大学教授
- 西山祐三 - 諫早女学院院長
- 尾崎主一 - 西南学院大学神学部教授
- 吉岡利治 - 武庫川女子大学教授
- 泉田喜義 - 元プロ野球選手
- 山川武範 - 元プロ野球選手
- 稲尾義文 - 元プロ野球選手
- 関山幹一郎 - 元プロ野球選手
- 濱岡和久 - サッカー選手
- 森秀昭 - 元プロサッカー選手、現ＦＣツネイシチーム代表兼U15監督[2]
- 井上大仁 - 陸上競技長距離走・マラソン選手
- 牧平年廣 - きょくとう社長
- 原口喜久也 - 詩人
- 栗林英雄 - 九州ガス社長・諫早商工会議所会頭
- 宮崎義仁 - 卓球日本代表男子監督（ソウルオリンピック出場）
- 比嘉保彦 - 日本メソジスト教会の牧師
- 梅本鈴太郎 - プロバレーボール選手
- 江川湧清 - プロサッカー選手
- 市川森一 - 脚本家、劇作家（鎮西学院中学部出身）
- 五月田星矢 - プロサッカー選手
- 安部大晴 - プロサッカー選手